# Steven M. Stanley
Steven M. Stanley (nacido el 2 de noviembre de 1941) es un paleontólogo y biólogo evolutivo estadounidense de la Universidad de Hawai en Manoa. Es conocido por su investigación empírica que documenta el proceso evolutivo de los equilibrios puntuados en el registro fósil.

## Biografía
Stanley obtuvo su doctorado en la Universidad de Yale en 1968. Durante la mayor parte de su carrera enseñó geología en la Universidad Johns Hopkins (1969-2005). En 1977, Stanley recibió el premio Charles Schuchert de la Sociedad Paleontológica de Estados Unidos, que se otorga "a una persona menor de 40 años cuyo trabajo refleja excelencia y promesa en la ciencia de la paleontología". En 2007, recibió la Medalla de la Sociedad Paleontológica, que "se otorga a una persona cuya eminencia se basa en el avance del conocimiento en paleontología". En 2006 Stanley recibió la Medalla Mary Clark Thompson de la Academia Nacional de Ciencias y en 2008 la Medalla William H. Twenhofel de la Sociedad de Geología Sedimentaria.
En 1972 Stanley desarrolló la Hipótesis de la Depredación para explicar la evolución de las innovaciones en la explosión del Cámbrico. Stanley propuso que la depredación estimulaba a los animales de presa a desarrollar defensas como caparazones, natación rápida y excavación. Estas estrategias también abrieron nuevas vías de evolución a través de cambios funcionales. Los caparazones duros dieron lugar a la alimentación por filtración y las excavaciones profundas permitieron a los animales obtener un nuevo acceso a los recursos alimentarios.